# Malayalam
Cette page contient des caractères spéciaux ou non latins. S’ils s’affichent mal (▯, ?, etc.), consultez la page d’aide Unicode.
Le malayalam (മലയാളം (malayāḷaṃ), /maləjaːɭəm/) est une langue dravidienne d’Inde, parlée dans le sud du pays et notamment dans l'État du Kerala et dans le territoire de Lakshadweep, ainsi que dans le territoire de Pondichéry, où elle est langue officielle.

## Histoire
Le malayalam appartient à la famille des langues dravidiennes. Il s’est séparé du tamoul vers le Xe siècle.
Le terme malayalam est composé des mots mala, signifiant « montagne », et alam, signifiant « région » ou bien « de nature », « de type ». Ce terme désigne donc une « région de montagne ». Il faisait, à l'origine, référence à la terre de la dynastie Chera, et il est devenu plus tard le nom de sa langue.

## Extension géographique

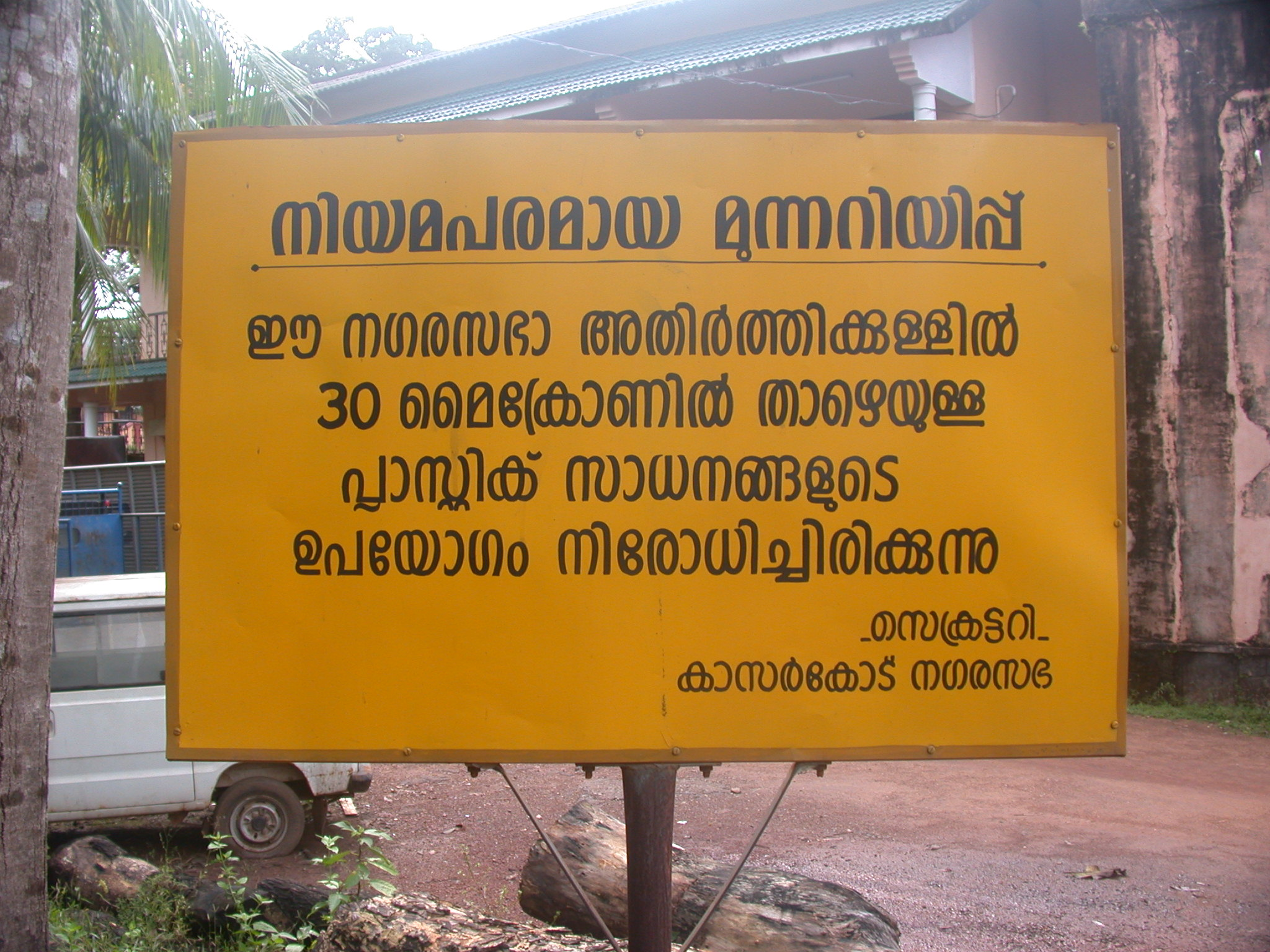
Un panneau d'affichage public écrit en malayalam à Kasaragod.

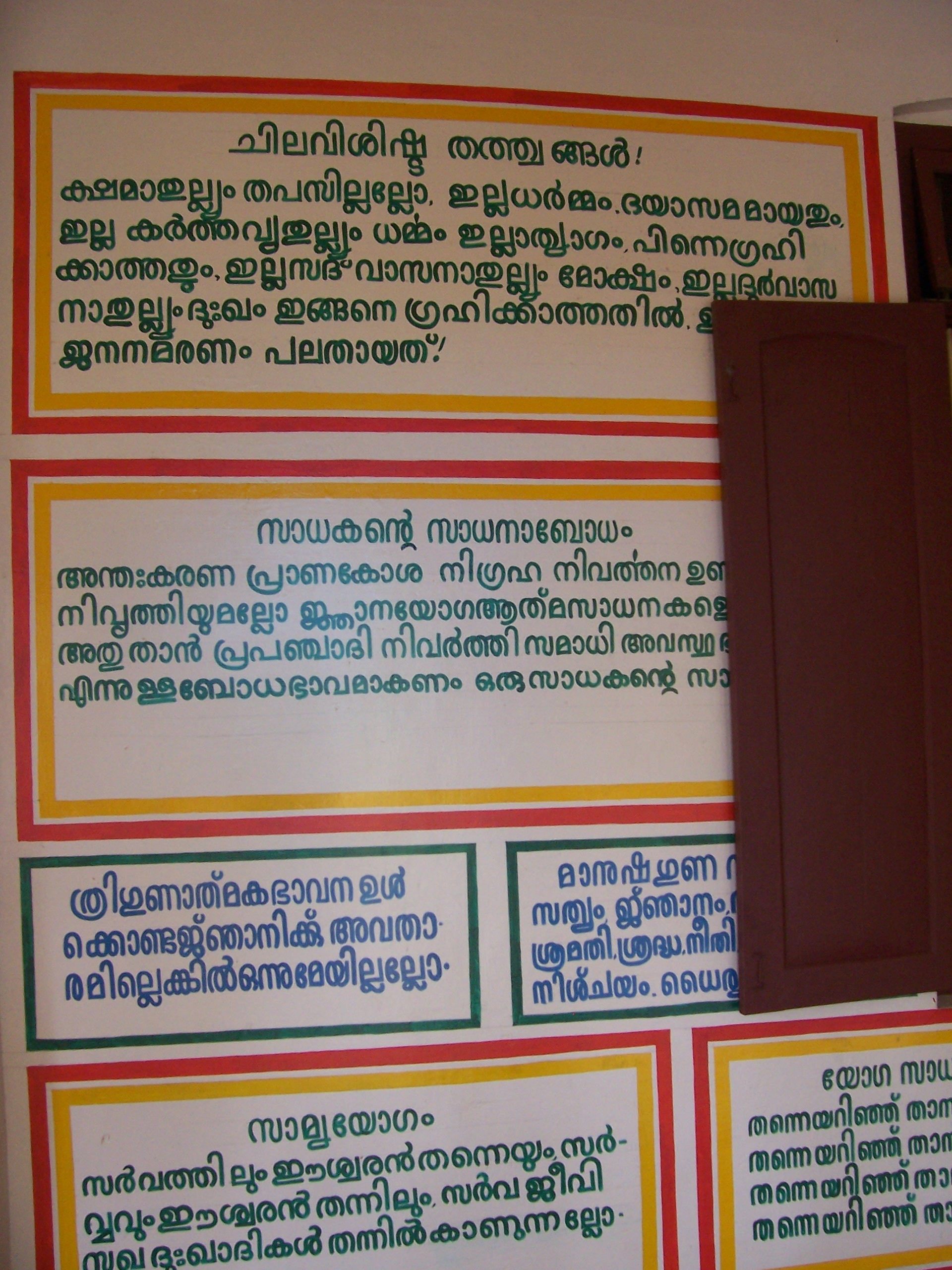
Inscription en malayalam dans un ashram du Kerala.

Le malayalam est l’une des vingt-deux langues officielles indiennes, il est officiel dans les États du Kerala, de Lakshadweep et de Pondichéry (à Mahé).
Il y a des communautés parlant malayalam à Singapour, en Europe et en Amérique du Nord.
D'après le recensement indien de 2011, le nombre d'Indiens ayant le malayalam pour langue maternelle s'élève à presque 35 millions. Ils sont plus de 32 millions au Kerala, soit 93 % des locuteurs natifs de l'Inde et 97 % de la population totale de l'État. Les locuteurs natifs sont aussi 775 000 au Karnataka, 730 000 au Tamil Nadu et 370 000 au Maharashtra. Ils sont également 54 000 au Lakshadweep, territoire dans lequel ils représentent 84 % de la population.

## Littérature
La romancière Khadija Mumtaz, du Kerala, écrit en langue malayalam.

## Écriture
L'alphasyllabaire malayalam est le système d'écriture le plus utilisé. Toutefois, certains locuteurs de la communauté musulmane, notamment des migrants vivant à Singapour et en Malaisie, utilisent l'arabi malayalam. Jusqu'au XIXe siècle, certains chrétiens de saint Thomas utilisaient le suriyani malayalam une variante de l'alphabet syriaque. Il existe aussi un système de braille adapté au malayalam ainsi que plusieurs romanisations dont l'ISO 15919.

## Phonologie

### Voyelles
Voici les voyelles utilisées en malayalam,, :

#### Voyelles brèves
|          | Antérieures | Antérieures | Antérieures | Centrales | Centrales | Centrales | Postérieures | Postérieures | Postérieures |
| -------- | ----------- | ----------- | ----------- | --------- | --------- | --------- | ------------ | ------------ | ------------ |
| Fermées  | [i]         | i           | ഇ           | [ɨ̆]       | ŭ         | ¹         | [u]          | u            | ഉ            |
| Moyennes | [e]         | e           | എ           | [ə]       | a         | ²         | [o]          | o            | ഒ            |
| Ouvertes |             |             |             | [a]       | a         | അ         |              |              |              |

- Note ¹ : [ɨ̆] est une épenthèse qui a de nombreux allophones. Cette voyelle n'apparaissant jamais en début de mot, elle n'a pas de caractère indépendant. Après une consonne, elle est représentée par un virama. Dans les dialectes du sud, le diacritique correspondant à la voyelle [u] est utilisée en plus du virama.
- Note ² : Bien que [a] et [ə] aient la même graphie, ce sont deux voyelles distinctes. [ə] ne se trouve jamais en début de mot donc le symbole അ ne peut pas être utilisé pour elle.

#### Voyelles longues
|          | Antérieures | Antérieures | Antérieures | Centrales | Centrales | Centrales | Postérieures | Postérieures | Postérieures |
| -------- | ----------- | ----------- | ----------- | --------- | --------- | --------- | ------------ | ------------ | ------------ |
| Fermées  | [iː]        | ī           | ഈ           |           |           |           | [uː]         | ū            | ഊ            |
| Moyennes | [eː]        | ē           | ഏ           |           |           |           | [oː]         | ō            | ഓ            |
| Ouvertes |             |             |             | [aː]      | ā         | ആ         |              |              |              |

#### Diphtongues
Le malayalam dispose de deux diphtongues ayant leurs propres lettres : [au] (au, ഔ) et [ai] (ai, ഐ). Les autres diphtongues sont [ei] (ei, എഇ), [ia] (ia, ഇഅ) et [ua] (ua, ഉഅ).

### Consonnes
Voici les consonnes utilisées en malayalam,, :
|            |            | Labiales | Labiales | Labiales | Dentales | Dentales | Dentales | Alvéolaires | Alvéolaires | Alvéolaires | Rétroflexes | Rétroflexes | Rétroflexes | Palatales | Palatales | Palatales | Vélaires | Vélaires | Vélaires | Glottales | Glottales | Glottales |
| ---------- | ---------- | -------- | -------- | -------- | -------- | -------- | -------- | ----------- | ----------- | ----------- | ----------- | ----------- | ----------- | --------- | --------- | --------- | -------- | -------- | -------- | --------- | --------- | --------- |
| Nasales    | Nasales    | [m]      | m        | മ        | [n̪]      | n        | ന        | [n]         | ṉ           | ന           | [ɳ]         | ṇ           | ണ           | [ ɲ]      | ñ         | ഞ         | [ŋ]      | ṅ        | ങ        |           |           |           |
| Occlusives | sourdes    | [p]      | p        | പ        | [t̪]      | t        | ത        | [t]         | ṯ           | റ           | [ʈ ]        | ṭ           | ട           | [ t͡ʃ ]    | c         | ച         | [k]      | k        | ക        |           |           |           |
| Occlusives | aspirées   | [pʰ]     | ph       | ഫ¹       | [t̪ʰ]     | th       | ഥ        |             |             |             | [ʈʰ]        | ṭh          | ഠ           | [ t͡ʃʰ]    | ch        | ഛ         | [kʰ]     | kh       | ഖ        |           |           |           |
| Occlusives | voisées    | [b]      | b        | ബ        | [d̪]      | d        | ദ        |             |             |             | [ɖ ]        | ḍ           | ഡ           | [ d͡ʒ]     | j         | ജ         | [g]      | g        | ഗ        |           |           |           |
| Occlusives | murmurées  | [bʱ]     | bh       | ഭ        | [d̪ʱ]     | dh       | ധ        |             |             |             | [ɖʱ]        | ḍh          | ഢ           | [ d͡ʒʱ]    | jh        | ഝ         | [ɡʱ]     | gh       | ഘ        |           |           |           |
| Fricative  | Fricative  | [f]      | f        | ഫ²       | [s]      | s        | സ        |             |             |             | [ʂ]         | ṣ           | ഷ           | [ ʃ~ɕ]    | ś         | ശ         |          |          |          | [h]       | h         | ഹ         |
| Spirante   | centrales  | [ʋ]      | v        | വ        |          |          |          |             |             |             | [ɻ ]        | ḻ           | ഴ           | [ j]      | y         | യ         |          |          |          |           |           |           |
| Spirante   | lattérales |          |          |          |          |          |          | [l]         | l           | ല           | [ɭ ]        | ḷ           | ള           |           |           |           |          |          |          |           |           |           |
| Roulées    | Roulées    |          |          |          |          |          |          | [r]         | ṟ           | റ           |             |             |             |           |           |           |          |          |          |           |           |           |
| Battues    | Battues    |          |          |          |          |          |          | [ɾ]         | r           | ര           |             |             |             |           |           |           |          |          |          |           |           |           |

- Note ¹ : Le caractère ഫ représente la consonne [pʰ] dans des mots empruntés au sanskrit et la consonne [f] dans des mots empruntés plus récemment à des langues européennes.

### Structure syllabique
Soit C une consonne et V une voyelle. Une syllabe malayalam peut être schématisée comme ceci : (C)(C)(C)V(V)(C), les parenthèse indiquant les phonèmes facultatifs. Il peut y avoir deux consonnes dans une seule syllabe lorsque celle-ci contient une diphtongue. Théoriquement, la syllabe la plus lourde serait donc CCCVVC.

## Grammaire et vocabulaire

### Typologie
Comme d'autres langues dravidiennes, le malayalam est une langue SOV (sujet - objet - verbe).

### Déclinaisons
Le malayalam étant une langue agglutinante, il est difficile de déterminer combien de cas grammaticaux elle possède. Cependant, il est généralement considéré qu'ils sont 7 ou 8.

#### Noms communs
Ce tableau contient quatre modèles de déclinaison qui font partie des plus fréquents.
|              | Arbre             | Arbre               | Éléphant      | Éléphant         | Humain             | Humain              | Chien           | Chien               |
| Singulier    | Pluriel           | Singulier           | Pluriel       | Singulier        | Pluriel            | Singulier           | Pluriel         |                     |
| ------------ | ----------------- | ------------------- | ------------- | ---------------- | ------------------ | ------------------- | --------------- | ------------------- |
| Nominatif    | മരം maram          | മരങ്ങൾ maraṅgaḷ      | ആന āṉa        | ആനകൾ āṉakaḷ      | മനുഷ്യൻ maṉuṣyaṉ     | മനുഷ്യർ maṉuṣyar      | പട്ടി paṭṭi       | പട്ടികൾ paṭṭikaḷ      |
| Vocatif      | മരമേ maramē        | മരങ്ങൾ maraṅgaḷē     | ആനേ āṉē        | ആനകളേ āṉakaḷē     | മനുഷ്യാ maṉuṣyā       | മനുഷ്യരേ maṉuṣyarē     | പട്ടീ paṭṭī       | പട്ടികളേ paṭṭikaḷē     |
| Accusatif    | മരത്തെ maratte      | മരങ്ങളെ maraṅgaḷe     | ആനയെ āṉaye     | ആനകളെ āṉakaḷe     | മനുഷ്യനെ maṉuṣyaṉe    | മനുഷ്യരെ maṉuṣyare     | പട്ടിയെ paṭṭiye    | പട്ടികളെ paṭṭikaḷe     |
| Génitif      | മരത്തിന്റെ marathiṉṯe | മരങ്ങളുടെ maraṅgaḷuṭe  | ആനയുടെ āṉayuṭe  | ആനകളുടെ āṉakaḷuṭe  | മനുഷ്യന്റെ maṉuṣyaṉṯe  | മനുഷ്യരുടെ maṉuṣyaruṭe  | പട്ടിയുടെ paṭṭiyuṭe | പട്ടികളുടെ paṭṭikaḷuṭe  |
| Datif        | മരത്തിന് marathinu   | മരങ്ങൾക്ക് maraṅgaḷkku | ആനയ്ക്ക് āṉaykku | ആനകൾക്ക് āṉakaḷkku | മനുഷ്യന് maṉuṣyaṉu    | മനുഷ്യർക്ക് maṉuṣyaṟkku | പട്ടിക്ക് paṭṭiykku | പട്ടികൾക്ക് paṭṭikaḷkku |
| Instrumental | മരത്താൽ marathāl    | മരങ്ങളാൽ maraṅgaḷāl   | ആനയാൽ āaṉayāl  | ആനകളാൽ āaṉakaḷāl  | മനുഷ്യനാൽ maṉuṣyaṉāl  | മനുഷ്യരാൽ maṉuṣyarāl   | പട്ടിയാൽ paṭṭiyāl  | പട്ടികളാൽ paṭṭikaḷāl   |
| Locatif      | മരത്തിൽ marathil    | മരങ്ങളിൽ maraṅgaḷil   | ആനയിൽ āṉayil   | ആനകളിൽ āṉakaḷil   | മനുഷ്യനിൽ maṉuṣyaṉil  | മനുഷ്യരിൽ maṉuṣyaril   | പട്ടിയിൽ paṭṭiyil  | പട്ടികളിൽ paṭṭikaḷil   |
| Sociatif     | മരത്തോട് marathōṭu   | മരങ്ങളോട് maraṅgaḷōṭu  | ആനയോട് āṉayōṭu  | ആനകളോട് āṉakaḷōṭu  | മനുഷ്യനോതു maṉuṣyaṉōṭu | മനുഷ്യരോടു maṉuṣyarōṭu  | പട്ടിയോടു paṭṭiyōṭu | പട്ടികളോടു paṭṭikaḷōṭu  |

#### Pronoms personnels singuliers
|              | Première personne                   | Deuxième personne                      | Troisième personne (masculine)   | Troisième personne (féminine)    |
| ------------ | ----------------------------------- | -------------------------------------- | -------------------------------- | -------------------------------- |
| Nominatif    | ഞാന് ñāṉ                              | നീ nī                                   | അവന് avaṉ                         | അവള് avaḷ                         |
| Vocatif      | ഞാന് ñāṉ                              | നീ nī                                   | അവനേ avaṉē                        | അവളേ avaḷē                        |
| Accusatif    | എന്നെ eṉṉe                            | നിന്നെ niṉṉe                              | അവനെ avaṉe                        | അവളെ avaḷe                        |
| Génitif      | എന്റെ (എന്, എന്നുറെ) eṉṯe (ou eṉ, eṉṉuṭe) | നിന്റെ (നിന്, നിന്നുടെ) niṉṯe (ou niṉ, niṉṉuṭe) | അവന്റെ (അവനുതെ) avaṉṯe (ou avaṉuṭe)  | അവളുടെ avaḷuṭe                     |
| Datif        | എനിക്കു eṉikku                         | നിനക്കു niṉakku                           | അവനു avaṉu                        | അവള്ക്കു avaḷkku                    |
| Instrumental | എന്നാല് eṉṉāl                          | നിന്നാല് niṉṉāl                            | അവനാല് avaṉāl                      | അവളാല് avaḷāl                      |
| Locatif      | എന്നില് (എങ്കല്) eṉṉil (ou eṅkal)        | നിന്നില് (നിങ്കല്) niṉṉil (ou niṅkal)         | അവനില് (അവങ്കല്) avaṉil (ou avaṅkal) | അവളില് (അവള്കല്) avaḷil (ou avaḷkal) |
| Sociatif     | എന്നൊറു eṉṉōṭu                         | നിന്നൊടു niṉṉōṭu                           | അവനോടു avaṉōṭu                     | അവളോടു avaḷōṭu                     |

#### Pronoms personnels pluriels
|              | Première personne (exclusive)       | Première personne (inclusive) | Deuxième personne                 | Troisième personne               |
| ------------ | ----------------------------------- | ----------------------------- | --------------------------------- | -------------------------------- |
| Nominatif    | ഞങ്ങള് ñaṅṅaḷ                         | നാമ് (നമ്മള്) nām (ou nammaḷ)     | നിങ്ങള് niṅṅaḷ                       | അവര് avar                         |
| Vocatif      | ഞങ്ങള് ñaṅṅaḷ                         | നാമ് (നമ്മള്) nām (ou nammaḷ)     | നിങ്ങള് niṅṅaḷ                       | അവരേ avarē                        |
| Accusatif    | ഞങ്ങളെ ñaṅṅaḷe                        | നമ്മെ namme                     | നിങ്ങളെ niṅṅaḷe                      | അവരെ avare                        |
| Génitif      | ഞങ്ങളുടെ (ഞങ്ങുടെ) ñaṅṅaḷuṭe (ou ñaṅṅuṭe) | നമ്മുടെ nammuṭe                  | നിങ്ങളെുടെ niṅṅaḷuṭe                   | അവരുടെ avaruṭe                     |
| Datif        | ഞങ്ങള്ക്കു ñaṅṅaḷkku                    | നമുക്കു namukku                  | നിങ്ങള്ക്കു niṅṅaḷkku                  | അവറക്കു avaṟkku                    |
| Instrumental | ഞങ്ങളാല് (ഞങ്ങല്) ñaṅṅaḷāl (ou ñaṅṅāl)   | നമ്മാല് nammāl                   | നിങ്ങളല് (നിങ്ങല്) niṅṅaḷāl (ou niṅṅāl) | അവരാല് avarāl                      |
| Locatif      | ഞങ്ങളില് ñaṅṅaḷil                      | നമ്മില് nammil                   | നിങ്ങളില് niṅṅaḷil                    | അവരില് (അവറ്കല്) avaril (ou avaṟkal) |
| Sociatif     | ഞങ്ങളോടു ñaṅṅaḷōṭu                     | നമ്മോടു nammōṭu                  | നിങ്ങളൊടു niṅṅaḷōṭu                   | അവരോടു avarōṭu                     |

### Lexique et phrases
- അതെ (Athe) — Oui
- ഇല്ല (Illa) — Non
- നമസ്കാരം (Namaskāram)  — Bonjour
- സുഖമാണോ? (Sukhamāno?) — Comment allez-vous?
- എനിക്ക് സുഖമാണ്. (Enikku sukhamānu.) — Je vais bien.
- വളരെ നന്ദി! (Valare nandi!) — Merci beaucoup!
- വിട (Vida) — Au revoir
- നീ എവിടെ നിന്ന് വരുന്നു? (Nī evide ninnu varunnu?) — D'où venez-vous?
- എന്താണ് നിന്റെ പേര്? (Enthānu ninte peru?) — Quel est votre nom?
- എന്റെ പേര്… (Ente peru…) — Mon nom est…
- എന്നെ സഹായിക്കൂ! (Enne sahāyikku!) — Aidez-moi!
- എനിക്ക് മലയാളം മനസ്സിലാകുന്നില്ല. (Enikku malayālam manasilākunnilla.) — Je ne comprends pas le malayalam.
- എന്നോട് ക്ഷമിക്കൂ. (Enneādu kshamikku.) — Je suis désolé.
- എനിക്ക് നഷ്ടപ്പെട്ടു. (Enikku nashtappettu.) — Je suis perdu.
- ഞാൻ വളരെ ക്ഷീണിതനാണ്. (Njān valare kshīnithanānu.) — Je suis très fatigué.
- എനിക്ക് സുഖമില്ല. (Enikku sukhamilla.) — Je me sens malade.
- ഇന്നലെ മുതൽ എനിക്ക് അസുഖമാണ്. (Innale muthal enikku asukhamānu.) — Je suis malade depuis hier.
- മ്യൂസിയം / വിമാനത്താവളം / തെരുവ് / റസ്റ്റോറന്റ് /ഹോട്ടൽ / ഹിന്ദു ക്ഷേത്രം എവിടെയാണ്? (Museum / vimānathāvalam / theruvu / rastoranat / hottal / hindu kshethram evideyānu?) — Où est le musée/aéroport/rue/restaurant/hôtel/temple hindou?
- ഞാൻ തിരുവനന്തപുരത്തേക്ക് പോവുകയാണ്. (Njān thiruvananthapurathekku povukayānu.) — Je vais à Thiruvananthapuram.
- എനിക്ക് തിരുവനന്തപുരത്തേക്ക് പോകണം. (Enikku thiruvananthapurathekku pokanam.) — Je veux aller à Thiruvananthapuram.
- ഞാൻ ഒരു കനേഡിയൻ / ഫ്രഞ്ച് / അമേരിക്കൻ /ബെൽജിയൻ / സ്വിസ് പൗരനാണ്. (Njān oru kanedian / franju / amerikkan / beljiyan / swis pouranānu.) — Je suis un citoyen canadien/français/américain/belge/suisse.